# 1968 no carnaval
Nesta página encontrará referências aos acontecimentos directamente relacionados com o carnaval ocorridos durante o ano de 1968.

## Eventos
- 25 de fevereiro - As escolas de samba do Grupo 1 do Rio de Janeiro desfilam na Candelária. A Estação Primeira de Mangueira é campeã com o enredo "Samba, festa de um povo".
- O GRCES Nenê de Vila Matilde desfila na Av. São João e conquista seu 7º título de campeão do carnaval paulistano com o enredo "Vendaval Maravilhoso".

## Nascimentos
| Data | Nome | Profissão | Nacionalidade | Observações | Ref |
| ---- | ---- | --------- | ------------- | ----------- | --- |

## Mortes
| Data | Nome | Profissão | Nacionalidade | Observações | Ref |
| ---- | ---- | --------- | ------------- | ----------- | --- |